# Liste der Kulturdenkmäler in Ravengiersburg
In der Liste der Kulturdenkmäler in Ravengiersburg sind alle Kulturdenkmäler der rheinland-pfälzischen Ortsgemeinde Ravengiersburg aufgeführt. Grundlage ist die Denkmalliste des Landes Rheinland-Pfalz (Stand: 27. Oktober 2023).

## Denkmalzonen
| Bezeichnung                                                     | Lage             | Baujahr                | Beschreibung | Bild                           |
| --------------------------------------------------------------- | ---------------- | ---------------------- | --- | ------------------------------ |
| Denkmalzone ehemaliges Augustinerchorherrenstift Ravengiersburg | Hauptstraße Lage | ab dem 12. Jahrhundert | Der teilweise ummauerte Klosterbezirk umfasst: - ehemalige Stiftskirche St. Christophorus (siehe dort) - Stiftsgebäude (siehe dort) - Brunnenhäuschen, 18. Jahrhundert - ehemaliges Pfarrhaus, 1706 - Kreuz, bezeichnet ..43. | weitere Bilder Fotos hochladen |

## Einzeldenkmäler
| Bezeichnung                    | Lage                                  | Baujahr                             | Beschreibung | Bild                           |
| ------------------------------ | ------------------------------------- | ----------------------------------- | --- | ------------------------------ |
| Stiftskirche St. Christophorus | Hauptstraße Lage                      | erstes Viertel des 12. Jahrhunderts | barocker Saalbau, 1708–11, romanische Doppelturmfassade, erstes Viertel des 12. Jahrhunderts und erstes Drittel des 13. Jahrhunderts | Fotos hochladen                |
| Stiftsgebäude                  | Hauptstraße Lage                      |                                     | barocke Stiftsgebäude mit Kreuzgang, 1921 weitgehend erneuert                                                                        | Fotos hochladen                |
| Evangelische Kirche            | Hauptstraße Lage                      | 1907/08                             | neugotischer kreuzförmiger Saalbau, 1907/08                                                                                          | weitere Bilder Fotos hochladen |
| Wohnhaus                       | Hauptstraße 18 Lage                   | frühes 18. Jahrhundert              | Fachwerkhaus, frühes 18. Jahrhundert, auf massivem Kellersockel, 16. Jahrhundert                                                     | weitere Bilder Fotos hochladen |
| Wegekapelle                    | südöstlich des Ortes an der K 58 Lage |                                     | Bruchsteinbau; darin: Muttergottes, zwei Heilige, erste Hälfte des 17. Jahrhunderts                                                  | weitere Bilder Fotos hochladen |